# Румянцев, Алексей (гребец)
Алексе́й Румя́нцев (латыш. Aleksejs Rumjancevs; 13 февраля 1986, Рига) — латвийский гребец-байдарочник, выступает за сборную Латвии по гребле на байдарках и каноэ начиная с 2008 года. Двукратный бронзовый призёр чемпионатов Европы, участник двух летних Олимпийских игр, победитель многих регат национального и международного значения.

## Биография
Алексей Румянцев родился 13 февраля 1986 года в Риге. Активно заниматься греблей начал в возрасте восемнадцати лет, проходил подготовку под руководством тренера Геннадия Зуева.
Первого серьёзного успеха на взрослом международном уровне добился в сезоне 2008 года, когда вошёл в основной состав латвийской национальной сборной и побывал на чемпионате Европы в Милане, откуда привёз награду бронзового достоинства, выигранную в зачёте одиночных байдарок на дистанции 200 метров — в финале на финише его опередили только литовец Витаутас Вайчиконис и венгр Петер Мольнар.
Благодаря череде удачных выступлений удостоился права защищать честь страны на летних Олимпийских играх 2012 года в Лондоне. Стартовал здесь вместе с напарником Кристсом Страуме в двойках на двухстах метрах — они с пятого места квалифицировались на предварительном этапе, на затем на стадии полуфиналов пришли к финишу лишь пятыми и попали тем самым в утешительный финал «Б», где впоследствии показали третий результат. Таким образом, в итоговом протоколе соревнований Румянцев и Страуме расположились на одиннадцатой позиции.
В 2015 году Румянцев представлял страну на первых Европейских играх в Баку, но попасть в число призёров не смог.
На чемпионате Европы 2016 года в Москве завоевал бронзовую медаль в одиночках на двухстах метрах, разделив третье место с литовцем Игнасом Навакаускасом — в решающем заезде их обошли британец Лиам Хит и швед Петтер Меннинг. Находясь в числе лидеров гребной команды Латвии, благополучно прошёл квалификацию на Олимпийские игры в Рио-де-Жанейро — в программе байдарок-одиночек на дистанции 200 метров сумел пробиться в главный финал «А», где в итоге финишировал пятым. Удостоился права нести знамя Латвии на церемонии закрытия Игр.